# 鍾季容
鍾季容（1984年11月21日—），畢業於東吳大學英國語文學系，曾任中視新聞台主播，也擅長韓文，曾採訪過多名韓星。
2023年12月2日起退居幕後，轉任中視新聞國際中心主任至今。

## 學歷
- 東吳大學英國語文學系

## 經歷
- 中視新聞國際中心編譯
- 中視新聞駐上海記者
- 2016里約奧運看中視特別報導主播（2016年8月5日－2016年8月22日）
- 中視經典台《我家Fun音樂》主持人（與李佳玲(台灣主播)、賈斯汀主持） (2016年3月14日-2017年7月20日)
- 中視《夢想大學堂》(第三季)主持人(2017年10月28日-2018年1月20日)
- 中視新聞台《2016美國新總統誕生特別報導、2016美國新總統誕生全球政經趨勢大解析》（2016年11月9日）與哈遠儀共同主持
- 中視新聞台《2020美國白宮染疫風暴川普拜登再交鋒大選辯論會特別報導》（2020年10月23日）
- 中視、中視新聞台《2020白宮新主人世紀開票看中視》（2020年11月4日）與哈遠儀共同主持
- 中視新聞台《中視金曲大歌大》主持人（2019年4月6日～2020年8月15日)
- 中視新聞台主播
- 中視新聞台《地球那一端》主持人

## 播報時段
- 中視主頻、中視新聞台《中視早安新聞》（2019年9月9日～2023年12月1日）

## 外部連結
- 中視全球資訊網 主播 | 鍾季容Irene Chung - 官方主播介紹 （页面存档备份，存于）
- 鍾季容的Facebook專頁